# 오일레우스
오일레우스(고대 그리스어: Ὀϊλεύς)는 그리스 신화에 나오는 작은 아이아스의 아버지이다.